# NHL 19
NHL 19 est un jeu vidéo de hockey sur glace développé par EA Canada et édité par EA Sports. C'est le 28ème opus de la série de jeux NHL et est sorti sur PlayStation 4 et Xbox One le 14 septembre 2018. P.K. Subban des Prédateurs de Nashville qui figure sur la couverture du jeu.

## Accueil
- Metacritic : 8/10[1]
- Game Informer : 8,5/10[2]
- GameSpot : 8/10[3]
- IGN : 8,9/10[4]